# Angelo Raffaele Panzetta
Angelo Raffaele Panzetta (Pulsano, 26 agosto 1966) è un arcivescovo cattolico italiano, dal 18 giugno 2025 arcivescovo metropolita di Lecce.

## Biografia
Nasce a Pulsano, in provincia ed arcidiocesi di Taranto, il 26 agosto 1966.

### Formazione e ministero sacerdotale
Dopo la maturità classica, conseguita nel liceo di Manduria, e dopo aver frequentato il seminario minore, inizia a frequentare il Pontificio Seminario Regionale Pugliese "Pio XI" in Molfetta, dove conclude gli studi con il baccalaureato in teologia.
Il 14 aprile 1993 è ordinato presbitero dall'arcivescovo Benigno Luigi Papa per l'arcidiocesi di Taranto.
Nel 1993 è vicario parrocchiale di Pulsano. Dal 1993 al 1998 è segretario personale dell'arcivescovo di Taranto ed assistente ecclesiastico dei medici cattolici e dell'istituto secolare delle missionarie della regalità di Cristo. Nel 1994 riceve la nomina a direttore dell'ufficio diocesano, poi di quello regionale, per la pastorale familiare. Nel 1994 consegue la licenza in teologia morale e nel 2000 il dottorato nella stessa disciplina presso l'Accademia alfonsiana con una tesi intitolata La legge naturale e la legge della grazia nel secolo XVIII. La riflessione di Pasquale Magli. Insegna teologia morale all'istituto di scienze religiose di Taranto, dal 1994 al 1998, e all'istituto teologico Santa Fara in Bari, dal 1996 al 2019.
È padre spirituale del seminario interdiocesano di Poggio Galeso, dal 2000 al 2002, e poi del Seminario regionale di Molfetta, dal 2008 al 2011; negli stessi anni è insegnante di teologia morale nell'istituto teologico Regina Apuliae di Molfetta e vicepreside dello stesso. Dal 2006 al 2019 ricopre l'incarico di collaboratore pastorale in alcune parrocchie site in Martina Franca, Montemesola, Taranto e Carosino ed è assistente spirituale diocesano della comunità "Gesù ama" del Rinnovamento carismatico cattolico. Nel 2011 è nominato preside dell'istituto teologico pugliese.

### Ministero episcopale

#### Arcivescovo di Crotone-Santa Severina

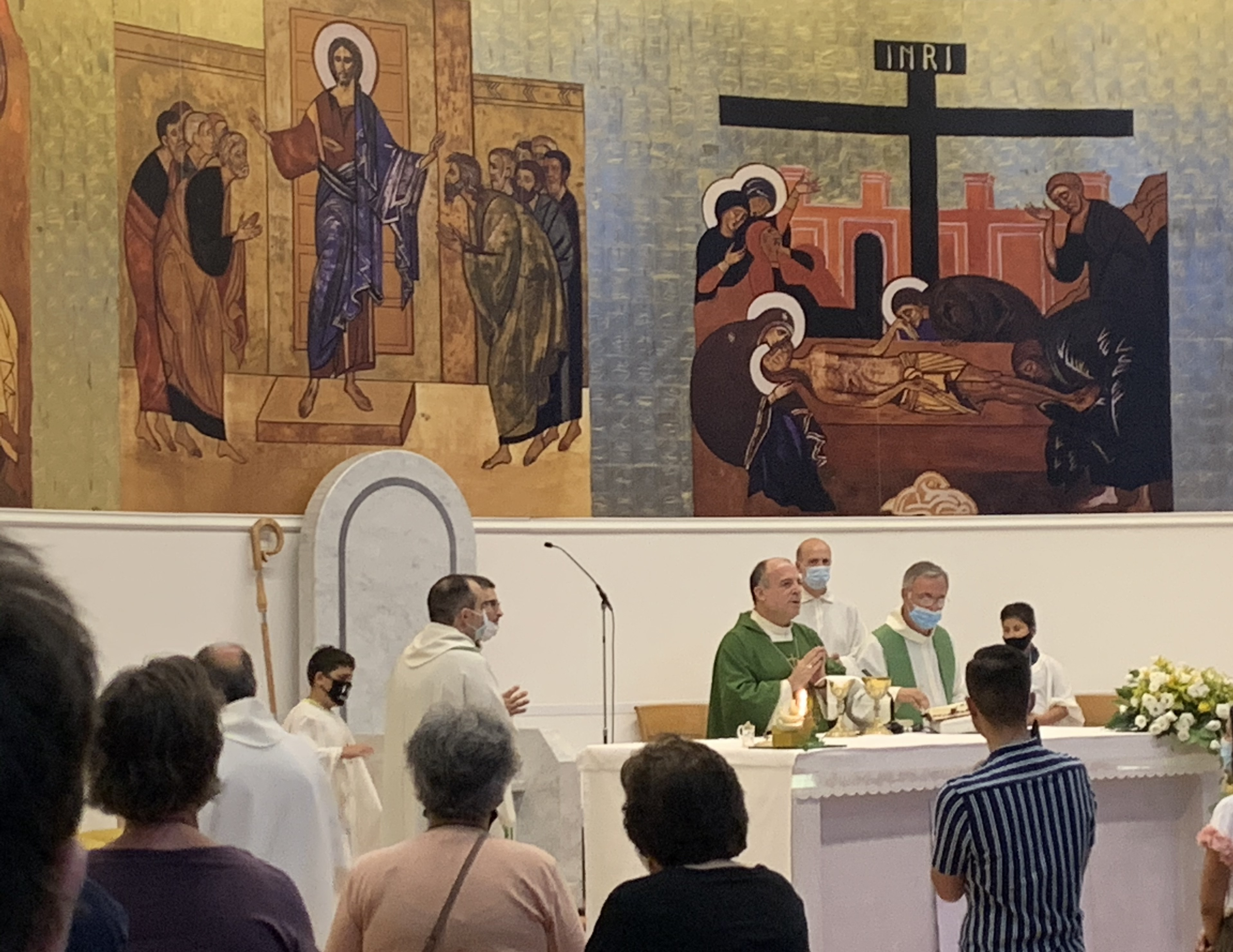
L'arcivescovo Panzetta durante la Santa Messa celebrata nella chiesa del SS. Salvatore nel quartiere Fondo Gesù di Crotone il 4 luglio 2020.

Il 7 novembre 2019 papa Francesco lo nomina arcivescovo di Crotone-Santa Severina; succede a Domenico Graziani, dimessosi per raggiunti limiti di età. Il 27 dicembre seguente riceve l'ordinazione episcopale, nel palazzetto dello sport "Karol Wojtyła" a Martina Franca, da Filippo Santoro, arcivescovo metropolita di Taranto, co-consacranti Benigno Luigi Papa, arcivescovo emerito di Taranto e Domenico Graziani, suo predecessore. Il 5 gennaio 2020 prende possesso dell'arcidiocesi.
Nel luglio 2020 istituisce il fondo diocesano Talità Kum, che, grazie al contributo dei sacerdoti, servirà a sostenere le nuove start-up lavorative dei giovani tra i 18 e i 35 anni residenti nel territorio dell'arcidiocesi, tentando dunque di rispondere alla fame di lavoro delle nuove generazioni. Insieme a questo fondo viene presentato anche il bando per il progetto Policoro, che ha come fine quello di educare i giovani al lavoro dignitoso e accompagnarli.
Il 15 settembre 2021 è nominato amministratore apostolico di Catanzaro-Squillace, dopo le dimissioni dell'arcivescovo Vincenzo Bertolone. Ricopre tale ufficio fino al 9 gennaio 2022, giorno dell'ingresso del nuovo arcivescovo Claudio Maniago.
Il 1º novembre 2021 consacra la chiesa parrocchiale del Santissimo Salvatore, intitolata a Gesù e Maria, del quartiere Fondo Gesù di Crotone, dopo quasi 11 anni dalla benedizione allora impartita dall'arcivescovo Domenico Graziani.
Durante il suo episcopato conferisce l'ordinazione episcopale a Fortunato Morrone, arcivescovo eletto di Reggio Calabria-Bova, il 5 giugno 2021, e a Serafino Parisi, vescovo eletto di Lamezia Terme, il 2 luglio 2022.
Presso la Conferenza Episcopale Italiana è membro della Commissione episcopale per l'educazione cattolica, la scuola e l'università, mentre in seno alla Conferenza episcopale calabra è delegato per la famiglia e la vita e moderatore dell'Istituto teologico calabro "San Pio X" di Catanzaro.

#### Arcivescovo coadiutore di Lecce
Il 28 agosto 2024 papa Francesco lo nomina arcivescovo coadiutore di Lecce.
Il 26 settembre seguente prende possesso dell'incarico, mentre il successivo 6 novembre, in occasione della celebrazione per l'anniversario della dedicazione della chiesa cattedrale di Lecce, si presenta ufficialmente al popolo dell'arcidiocesi con la lettura della bolla di nomina pontificia.

#### Arcivescovo metropolita di Lecce
Il 18 giugno 2025 succede per coadiutoria alla sede metropolitana di Lecce, sostituendo così il dimissionario arcivescovo Michele Seccia. L'annuncio viene dato nella cattedrale di Lecce alla presenza del presbiterio dell'arcidiocesi e delle autorità cittadine.
Il 29 giugno riceve da papa Leone XIV, nella basilica di San Pietro in Vaticano, il pallio, simbolo della comunione tra i metropoliti e la Santa Sede.
L'11 luglio celebra una solenne Messa in piazza Duomo con cui ha dato simbolicamente inizio al suo ministero episcopale come arcivescovo metropolita di Lecce. Prima della celebrazione si è recato in preghiera presso l'antica chiesa di Santa Maria della Grazia nel cuore del centro storico leccese, soffermandosi e raccogliendosi con il clero diocesano di fronte a un antichissimo affresco della Madonna che lo stesso Panzetta aveva dichiarato di aver ammirato molto la prima volta che è giunto a Lecce. Successivamente si è recato in piazza Sant'Oronzo, centro della città, dove ha salutato le autorità cittadine nelle persone del sindaco, del presidente della Provincia di Lecce e del prefetto oltre ai sindaci di tutti i paesi della diocesi e le forze dell'ordine. Durante la celebrazione eucaristica in piazza Duomo il suo predecessore, l'arcivescovo emerito Michele Seccia, durante un discorso di saluto, gli ha donato personalmente un suo particolare pastorale come segno di gratitudine e di affetto.

## Genealogia episcopale e successione apostolica
La genealogia episcopale è:
- Cardinale Scipione Rebiba
- Cardinale Giulio Antonio Santori
- Cardinale Girolamo Bernerio, O.P.
- Arcivescovo Galeazzo Sanvitale
- Cardinale Ludovico Ludovisi
- Cardinale Luigi Caetani
- Cardinale Ulderico Carpegna
- Cardinale Paluzzo Paluzzi Altieri degli Albertoni
- Papa Benedetto XIII
- Papa Benedetto XIV
- Papa Clemente XIII
- Cardinale Marcantonio Colonna
- Cardinale Giacinto Sigismondo Gerdil, B.
- Cardinale Giulio Maria della Somaglia
- Cardinale Carlo Odescalchi, S.I.
- Cardinale Costantino Patrizi Naro
- Cardinale Lucido Maria Parocchi
- Arcivescovo Adauctus Aurélio de Miranda Henriques
- Arcivescovo Moisés Ferreira Coelho
- Arcivescovo José de Medeiros Delgado
- Cardinale Eugênio de Araújo Sales
- Arcivescovo Filippo Santoro
- Arcivescovo Angelo Raffaele Panzetta

La successione apostolica è:
- Arcivescovo Fortunato Morrone (2021)
- Vescovo Serafino Parisi (2022)